# パールトシュ・エデン
パールトシュ・エデン（ヘブライ語: עדן פרטוש；ハンガリー語: Ödön Pártos, 1907年10月1日 - 1977年7月6日）は、ユダヤ人のヴィオラ奏者、作曲家。

## 生涯
1907年、ハンガリーのブダペスト生まれ。リスト音楽院でアンタル・ドラティやシェイベル・マーチャーシュとともに、ヴァイオリンをイェネー・フバイに、作曲をコダーイ・ゾルターンに師事。卒業後は、ルツェルンの交響楽団で第1ヴァイオリン奏者を務め、その後ヨーロッパの主要なオーケストラのヴァイオリン奏者を歴任した。ベルリンに居住していたが、1934年にナチス・ドイツの台頭により、ブダペストに戻った。
ソビエト連邦の招きでアゼルバイジャンのバクー音楽院でヴァイオリンと作曲を教えたが、1937年に共産党への加入を拒否してソ連を去った。パレスチナ管弦楽団（後のイスラエル・フィルハーモニー交響楽団）の創設者ブロニスラフ・フーベルマンに首席ヴィオラ奏者の地位を提示され、1938年にイギリス統治下のパレスティナに移住した。
1938年から1956年までイスラエル・フィルハーモニー交響楽団の首席ヴィオラ奏者を務め、イスラエル内外で独奏活動を行った。1946年にはチェロ奏者ヴィンツェ・ラースローとともにサミュエル・ルービン音楽アカデミー（現在のブーフマン・メータ音楽学校）をテルアビブに設立した。彼はイスラエルで最も重要な作曲家とみなされ、1954年に音楽の分野ではじめてイスラエル賞を受賞した。

## 文献
- Lyman, Darryl. Great Jews in Music, J. D. Publishers, 1986.
- Tischler, Alice. A descriptive bibliography of art music by Israeli composers, Harmonie Park Press, 1988.
- Weingarten, Elmar; Traber, Habakuk. Verdrängte Musik. Berliner Komponisten im Exil, Argon Verlag, 1987.